# Bredene Koksijde Classic 2019
La Bredene Koksijde Classic 2019 est la 9e édition de cette course cycliste masculine sur route, auparavant appelée Handzame Classic. Elle a eu lieu le 22 mars 2019 dans la province de Flandre-Occidentale, en Belgique, et fait partie du calendrier UCI Europe Tour 2019 en catégorie 1.HC.

## Présentation

### Équipes
Classée en catégorie 1.HC de l'UCI Europe Tour, la Bredene Koksijde Classic est par conséquent ouverte aux WorldTeams dans la limite de 70 % des équipes participantes, aux équipes continentales professionnelles, aux équipes continentales belges et à une équipe nationale belge.
Vingt-trois équipes participent à cette Bredene Koksijde Classic - huit WorldTeams, quatorze équipes continentales professionnelles et une équipe continentale :
| WorldTeams (8)- Deceuninck-Quick Step - Sky - Bora-hansgrohe - CCC Team - Trek-Segafredo - Lotto Soudal - UAE Team Emirates - Katusha-Alpecin Équipes continentales professionnelles (14)- Cofidis, Solutions Crédits - Androni Giocattoli-Sidermec - Wanty-Groupe Gobert - Roompot-Charles - Direct Énergie - Israel Cycling Academy - Sport Vlaanderen-Baloise - Vital Concept-B&B Hotels - Delko-Marseille Provence - Wallonie Bruxelles - Hagens Berman Axeon - Burgos-BH - Corendon-Circus - Riwal Readynez Équipe continentale- Cibel-Cebon |
| |

## Classements

### Classement final
| \| Classement général \| Classement général \| Classement général \| Classement général \| Classement général \| \| Coureur \| Coureur \| Pays \| Équipe \| Temps \| \| ------------------ \| -------------------- \| ------------------ \| ------------------------ \| ------------------ \| \| 1er \| Pascal Ackermann \| Allemagne \| Bora-Hansgrohe \| 4 h 35 min 47 s \| \| 2e \| Kristoffer Halvorsen \| Norvège \| Team Sky \| + 0 s \| \| 3e \| Álvaro Hodeg \| Colombie \| Deceuninck-Quick Step \| + 0 s \| \| 4e \| Szymon Sajnok \| Pologne \| CCC Team \| + 0 s \| \| 5e \| Timothy Dupont \| Belgique \| Wanty-Gobert \| + 0 s \| \| 6e \| Sasha Weemaes \| Belgique \| Sport Vlaanderen-Baloise \| + 0 s \| \| 7e \| Lawrence Naesen \| Belgique \| Lotto-Soudal \| + 0 s \| \| 8e \| Simone Consonni \| Italie \| UAE Team Emirates \| + 0 s \| \| 9e \| Thomas Boudat \| France \| Direct Énergie \| + 0 s \| \| 10e \| Rudy Barbier \| France \| Israel Cycling Academy \| + 0 s \| |                      |           |                          |                 |
| |                      |           |                          |                 |
| Source : ProCyclingStats |                      |           |                          |                 |
| Classement général |                      |           |                          |                 |
| Coureur | Coureur              | Pays      | Équipe                   | Temps           |
| 1er | Pascal Ackermann     | Allemagne | Bora-Hansgrohe           | 4 h 35 min 47 s |
| 2e | Kristoffer Halvorsen | Norvège   | Team Sky                 | + 0 s           |
| 3e | Álvaro Hodeg         | Colombie  | Deceuninck-Quick Step    | + 0 s           |
| 4e | Szymon Sajnok        | Pologne   | CCC Team                 | + 0 s           |
| 5e | Timothy Dupont       | Belgique  | Wanty-Gobert             | + 0 s           |
| 6e | Sasha Weemaes        | Belgique  | Sport Vlaanderen-Baloise | + 0 s           |
| 7e | Lawrence Naesen      | Belgique  | Lotto-Soudal             | + 0 s           |
| 8e | Simone Consonni      | Italie    | UAE Team Emirates        | + 0 s           |
| 9e | Thomas Boudat        | France    | Direct Énergie           | + 0 s           |
| 10e | Rudy Barbier         | France    | Israel Cycling Academy   | + 0 s           |

### UCI Europe Tour
La course attribue aux coureurs le même nombre de points pour l'UCI Europe Tour 2019 et le Classement mondial UCI.
| Position           | 1er | 2e  | 3e  | 4e  | 5e | 6e | 7e | 8e | 9e | 10e | 11e | 12e | 13e | 14e | 15e | 16e à 30e | 31e à 40e |
| Classement général | 200 | 150 | 125 | 100 | 85 | 70 | 60 | 50 | 40 | 35  | 30  | 25  | 20  | 15  | 10  | 5         | 3         |

## Liste des participants
| Deceuninck-Quick Step DQT | Deceuninck-Quick Step DQT | Deceuninck-Quick Step DQT |
| ------------------------- | ------------------------- | ------------------------- |
| Num                       | Coureur                   | Pos                       |
| 1                         | Álvaro Hodeg (COL)        | 3e                        |
| 2                         | Remco Evenepoel (BEL)     | 46e                       |
| 3                         | Rémi Cavagna (FRA)        | 42e                       |
| 4                         | Fabio Jakobsen (NED)      | AB                        |
| 5                         | Iljo Keisse (BEL)         | 29e                       |
| 6                         | Davide Martinelli (ITA)   | 48e                       |
| 7                         | Pieter Serry (BEL)        | 130e                      |

| Team Sky SKY | Team Sky SKY               | Team Sky SKY |
| ------------ | -------------------------- | ------------ |
| Num          | Coureur                    | Pos          |
| 11           | Kristoffer Halvorsen (NOR) | 2e           |
| 12           | Leonardo Basso (ITA)       | 90e          |
| 13           | Christian Knees (GER)      | 88e          |
| 14           | Christopher Lawless (GBR)  | 27e          |
| 15           | Pavel Sivakov (RUS)        | 95e          |

| Bora-Hansgrohe BOH | Bora-Hansgrohe BOH              | Bora-Hansgrohe BOH |
| ------------------ | ------------------------------- | ------------------ |
| Num                | Coureur                         | Pos                |
| 21                 | Pascal Ackermann (GER) (route)  | 1er                |
| 22                 | Erik Baška (SVK)                | 26e                |
| 23                 | Jay McCarthy (AUS)              | 111e               |
| 24                 | Lukas Pöstlberger (AUT) (route) | 43e                |
| 25                 | Juraj Sagan (SVK)               | 109e               |
| 26                 | Michael Schwarzmann (GER)       | 110e               |
| 27                 | Rüdiger Selig (GER)             | 20e                |

| CCC Team CPT | CCC Team CPT         | CCC Team CPT |
| ------------ | -------------------- | ------------ |
| Num          | Coureur              | Pos          |
| 31           | Jakub Mareczko (ITA) | 12e          |
| 32           | Kamil Gradek (POL)   | 53e          |
| 33           | Jonas Koch (GER)     | 52e          |
| 34           | Łukasz Owsian (POL)  | 61e          |
| 35           | Szymon Sajnok (POL)  | 4e           |
| 36           | Paweł Bernas (POL)   | 121e         |
| 37           | Josef Černý (CZE)    | 113e         |

| Trek-Segafredo TFS | Trek-Segafredo TFS     | Trek-Segafredo TFS |
| ------------------ | ---------------------- | ------------------ |
| Num                | Coureur                | Pos                |
| 41                 | Fumiyuki Beppu (JPN)   | AB                 |
| 42                 | Ryan Mullen (IRL)      | 56e                |
| 43                 | Alex Frame (NZL)       | 22e                |
| 45                 | Alex Kirsch (LUX)      | 100e               |
| 46                 | Matteo Moschetti (ITA) | AB                 |

| Lotto-Soudal LTS | Lotto-Soudal LTS        | Lotto-Soudal LTS |
| ---------------- | ----------------------- | ---------------- |
| Num              | Coureur                 | Pos              |
| 51               | Adam Blythe (GBR)       | 117e             |
| 52               | Stan Dewulf (BEL)       | 60e              |
| 53               | Frederik Frison (BEL)   | 102e             |
| 54               | Rasmus Byriel (DEN)     | AB               |
| 55               | Lawrence Naesen (BEL)   | 7e               |
| 56               | Brian van Goethem (NED) | 79e              |
| 57               | Enzo Wouters (BEL)      | 13e              |

| UAE Team Emirates UAD | UAE Team Emirates UAD              | UAE Team Emirates UAD |
| --------------------- | ---------------------------------- | --------------------- |
| Num                   | Coureur                            | Pos                   |
| 61                    | Tom Bohli (SUI)                    | AB                    |
| 62                    | Roberto Ferrari (ITA)              | 81e                   |
| 63                    | Vegard Stake Laengen (NOR) (route) | 71e                   |
| 64                    | Simone Consonni (ITA)              | 8e                    |
| 65                    | Ivo Oliveira (POR)                 | 76e                   |
| 66                    | Rui Oliveira (POR)                 | 80e                   |
| 67                    | Aleksandr Riabushenko (BLR)        | 128e                  |

| Katusha-Alpecin TKA | Katusha-Alpecin TKA    | Katusha-Alpecin TKA |
| ------------------- | ---------------------- | ------------------- |
| Num                 | Coureur                | Pos                 |
| 72                  | Nathan Haas (AUS)      | 134e                |
| 73                  | Jens Debusschere (BEL) | 37e                 |
| 74                  | Pavel Kochetkov (RUS)  | 69e                 |
| 75                  | Willie Smit (RSA)      | 119e                |
| 76                  | Harry Tanfield (GBR)   | 59e                 |

| Cofidis, Solutions Crédits COF | Cofidis, Solutions Crédits COF | Cofidis, Solutions Crédits COF |
| ------------------------------ | ------------------------------ | ------------------------------ |
| Num                            | Coureur                        | Pos                            |
| 81                             | Loïc Chetout (FRA)             | 136e                           |
| 82                             | Filippo Fortin (ITA)           | 49e                            |
| 83                             | Hugo Hofstetter (FRA)          | 135e                           |
| 84                             | Marco Mathis (GER)             | AB                             |
| 85                             | Emmanuel Morin (FRA)           | 33e                            |
| 86                             | Geoffrey Soupe (FRA)           | 77e                            |
| 87                             | Damien Touzé (FRA)             | AB                             |

| Wanty-Gobert WGG | Wanty-Gobert WGG           | Wanty-Gobert WGG |
| ---------------- | -------------------------- | ---------------- |
| Num              | Coureur                    | Pos              |
| 91               | Timothy Dupont (BEL)       | 5e               |
| 92               | Alfdan De Decker (BEL)     | 18e              |
| 93               | Ludwig De Winter (BEL)     | 87e              |
| 94               | Jérôme Baugnies (BEL)      | 92e              |
| 95               | Xandro Meurisse (BEL)      | 68e              |
| 96               | Pieter Vanspeybrouck (BEL) | 51e              |
| 97               | Boris Vallée (BEL)         | 24e              |

| Androni Giocattoli-Sidermec ANS | Androni Giocattoli-Sidermec ANS | Androni Giocattoli-Sidermec ANS |
| ------------------------------- | ------------------------------- | ------------------------------- |
| Num                             | Coureur                         | Pos                             |
| 101                             | Marco Benfatto (ITA)            | 15e                             |
| 102                             | Josip Rumac (CRO)               | 35e                             |
| 103                             | Marco Frapporti (ITA)           | 120e                            |
| 104                             | Matteo Pelucchi (ITA)           | AB                              |
| 105                             | Matteo Spreafico (ITA)          | 54e                             |
| 106                             | Andrea Vendrame (ITA)           | 112e                            |
| 107                             | Mattia Viel (ITA)               | AB                              |

| Roompot-Charles ROC | Roompot-Charles ROC        | Roompot-Charles ROC |
| ------------------- | -------------------------- | ------------------- |
| Num                 | Coureur                    | Pos                 |
| 111                 | Senne Leysen (BEL)         | 57e                 |
| 112                 | Stijn Steels (BEL)         | 75e                 |
| 113                 | Jesper Asselman (NED)      | 38e                 |
| 114                 | Justin Timmermans (NED)    | 85e                 |
| 115                 | Lars Boom (NED)            | 93e                 |
| 116                 | Jan-Willem van Schip (NED) | 78e                 |
| 117                 | Michael Van Staeyen (BEL)  | 41e                 |

| Direct Énergie TDE | Direct Énergie TDE       | Direct Énergie TDE |
| ------------------ | ------------------------ | ------------------ |
| Num                | Coureur                  | Pos                |
| 121                | Thomas Boudat (FRA)      | 9e                 |
| 122                | Mathieu Burgaudeau (FRA) | 96e                |
| 123                | Axel Journiaux (FRA)     | 114e               |
| 124                | Perrig Quéméneur (FRA)   | 106e               |
| 125                | Yohann Gène (FRA)        | 108e               |
| 126                | Angélo Tulik (FRA)       | 45e                |
| 127                | Simon Sellier (FRA)      | 73e                |

| Israel Cycling Academy ICA | Israel Cycling Academy ICA | Israel Cycling Academy ICA |
| -------------------------- | -------------------------- | -------------------------- |
| Num                        | Coureur                    | Pos                        |
| 131                        | Mihkel Räim (EST)          | 105e                       |
| 132                        | Sondre Holst Enger (NOR)   | 44e                        |
| 133                        | Zakkari Dempster (AUS)     | 118e                       |
| 134                        | Rudy Barbier (FRA)         | 10e                        |
| 135                        | Roy Goldstein (ISR)        | 62e                        |
| 136                        | Riccardo Minali (ITA)      | 50e                        |
| 137                        | Guillaume Boivin (CAN)     | 23e                        |

| Sport Vlaanderen-Baloise SVB | Sport Vlaanderen-Baloise SVB | Sport Vlaanderen-Baloise SVB |
| ---------------------------- | ---------------------------- | ---------------------------- |
| Num                          | Coureur                      | Pos                          |
| 141                          | Milan Menten (BEL)           | 124e                         |
| 142                          | Christophe Noppe (BEL)       | 125e                         |
| 143                          | Emiel Planckaert (BEL)       | 103e                         |
| 144                          | Preben Van Hecke (BEL)       | 104e                         |
| 145                          | Kenneth Van Rooy (BEL)       | 123e                         |
| 146                          | Sasha Weemaes (BEL)          | 6e                           |
| 147                          | Thimo Willems (BEL)          | 47e                          |

| Vital Concept-B&B Hotels VCB | Vital Concept-B&B Hotels VCB | Vital Concept-B&B Hotels VCB |
| ---------------------------- | ---------------------------- | ---------------------------- |
| Num                          | Coureur                      | Pos                          |
| 151                          | Kris Boeckmans (BEL)         | 16e                          |
| 152                          | Maxime Cam (FRA)             | 127e                         |
| 153                          | Lorrenzo Manzin (FRA)        | 39e                          |
| 154                          | Bert De Backer (BEL)         | 91e                          |
| 155                          | Julien Morice (FRA)          | 98e                          |
| 156                          | Justin Mottier (FRA)         | 133e                         |
| 157                          | Jimmy Turgis (FRA)           | 63e                          |

| Delko Marseille Provence DMP | Delko Marseille Provence DMP   | Delko Marseille Provence DMP |
| ---------------------------- | ------------------------------ | ---------------------------- |
| Num                          | Coureur                        | Pos                          |
| 161                          | Joseph Areruya (RWA)           | 70e                          |
| 162                          | Iuri Filosi (ITA)              | 17e                          |
| 163                          | Brenton Jones (AUS)            | AB                           |
| 164                          | Jérémy Leveau (FRA)            | 83e                          |
| 165                          | Przemysław Kasperkiewicz (POL) | 21e                          |
| 166                          | Julien Trarieux (FRA)          | 40e                          |
| 167                          | Alexis Guérin (FRA)            | 94e                          |

| Wallonie Bruxelles WVA | Wallonie Bruxelles WVA   | Wallonie Bruxelles WVA |
| ---------------------- | ------------------------ | ---------------------- |
| Num                    | Coureur                  | Pos                    |
| 171                    | Kenny Dehaes (BEL)       | 14e                    |
| 172                    | Kevyn Ista (BEL)         | 30e                    |
| 173                    | Kenny Molly (BEL)        | 86e                    |
| 174                    | Julien Mortier (BEL)     | 58e                    |
| 175                    | Aksel Nõmmela (EST)      | 11e                    |
| 176                    | Mathijs Paasschens (NED) | 97e                    |
| 177                    | Dimitri Peyskens (BEL)   | 99e                    |

| Cibel CIB | Cibel CIB              | Cibel CIB |
| --------- | ---------------------- | --------- |
| Num       | Coureur                | Pos       |
| 181       | Dennis Coenen (BEL)    | 32e       |
| 182       | Glenn Debruyne (BEL)   | 115e      |
| 183       | Michiel Dieleman (BEL) | 137e      |
| 184       | Alexander Maes (BEL)   | 107e      |
| 185       | Gianni Marchand (BEL)  | 66e       |
| 186       | Timothy Stevens (BEL)  | AB        |
| 187       | Lennert Teugels (BEL)  | 84e       |

| Hagens Berman Axeon HBA | Hagens Berman Axeon HBA | Hagens Berman Axeon HBA |
| ----------------------- | ----------------------- | ----------------------- |
| Num                     | Coureur                 | Pos                     |
| 191                     | Mikkel Bjerg (DEN)      | NP                      |
| 192                     | Jonny Brown (USA)       | 132e                    |
| 193                     | Jakob Egholm (DEN)      | 55e                     |
| 194                     | Ian Garrison (USA)      | 126e                    |
| 195                     | André Carvalho (POR)    | 82e                     |
| 196                     | Michael Rice (AUS)      | 25e                     |
| 197                     | Maikel Zijlaard (NED)   | 122e                    |

| Burgos-BH BBH | Burgos-BH BBH         | Burgos-BH BBH |
| ------------- | --------------------- | ------------- |
| Num           | Coureur               | Pos           |
| 201           | Jetse Bol (NED)       | 72e           |
| 202           | Manuel Peñalver (ESP) | 19e           |
| 203           | Álvaro Robredo (ESP)  | 74e           |
| 204           | Jesús Ezquerra (ESP)  | AB            |
| 205           | Nuno Bico (POR)       | 129e          |
| 206           | Matthew Gibson (GBR)  | 131e          |
| 207           | Daniel López (ESP)    | 36e           |

| Corendon-Circus COC | Corendon-Circus COC     | Corendon-Circus COC |
| ------------------- | ----------------------- | ------------------- |
| Num                 | Coureur                 | Pos                 |
| 211                 | Gianni Vermeersch (BEL) | 28e                 |
| 212                 | Marcel Meisen (GER)     | 67e                 |
| 213                 | Joeri Stallaert (BEL)   | NP                  |
| 214                 | Roy Jans (BEL)          | 65e                 |
| 215                 | Maarten van Trijp (NED) | 34e                 |
| 217                 | Philipp Walsleben (GER) | 89e                 |

| Riwal Readynez RIW | Riwal Readynez RIW         | Riwal Readynez RIW |
| ------------------ | -------------------------- | ------------------ |
| Num                | Coureur                    | Pos                |
| 221                | Jonas Aaen Jørgensen (DEN) | AB                 |
| 222                | Nicolai Brøchner (DEN)     | 31e                |
| 223                | Kim Magnusson (SWE)        | 64e                |
| 224                | Andreas Stokbro (DEN)      | 116e               |
| 225                | Tobias Kongstad (DEN)      | AB                 |
| 226                | Mathias Norsgaard (DEN)    | 101e               |
| 227                | Rasmus Bøgh Wallin (DEN)   | AB                 |

| Deceuninck-Quick Step DQT | Deceuninck-Quick Step DQT | Deceuninck-Quick Step DQT |
| ------------------------- | ------------------------- | ------------------------- |
| Num                       | Coureur                   | Pos                       |
| 1                         | Álvaro Hodeg (COL)        | 3e                        |
| 2                         | Remco Evenepoel (BEL)     | 46e                       |
| 3                         | Rémi Cavagna (FRA)        | 42e                       |
| 4                         | Fabio Jakobsen (NED)      | AB                        |
| 5                         | Iljo Keisse (BEL)         | 29e                       |
| 6                         | Davide Martinelli (ITA)   | 48e                       |
| 7                         | Pieter Serry (BEL)        | 130e                      |

| Team Sky SKY | Team Sky SKY               | Team Sky SKY |
| ------------ | -------------------------- | ------------ |
| Num          | Coureur                    | Pos          |
| 11           | Kristoffer Halvorsen (NOR) | 2e           |
| 12           | Leonardo Basso (ITA)       | 90e          |
| 13           | Christian Knees (GER)      | 88e          |
| 14           | Christopher Lawless (GBR)  | 27e          |
| 15           | Pavel Sivakov (RUS)        | 95e          |

| Bora-Hansgrohe BOH | Bora-Hansgrohe BOH              | Bora-Hansgrohe BOH |
| ------------------ | ------------------------------- | ------------------ |
| Num                | Coureur                         | Pos                |
| 21                 | Pascal Ackermann (GER) (route)  | 1er                |
| 22                 | Erik Baška (SVK)                | 26e                |
| 23                 | Jay McCarthy (AUS)              | 111e               |
| 24                 | Lukas Pöstlberger (AUT) (route) | 43e                |
| 25                 | Juraj Sagan (SVK)               | 109e               |
| 26                 | Michael Schwarzmann (GER)       | 110e               |
| 27                 | Rüdiger Selig (GER)             | 20e                |

| CCC Team CPT | CCC Team CPT         | CCC Team CPT |
| ------------ | -------------------- | ------------ |
| Num          | Coureur              | Pos          |
| 31           | Jakub Mareczko (ITA) | 12e          |
| 32           | Kamil Gradek (POL)   | 53e          |
| 33           | Jonas Koch (GER)     | 52e          |
| 34           | Łukasz Owsian (POL)  | 61e          |
| 35           | Szymon Sajnok (POL)  | 4e           |
| 36           | Paweł Bernas (POL)   | 121e         |
| 37           | Josef Černý (CZE)    | 113e         |

| Trek-Segafredo TFS | Trek-Segafredo TFS     | Trek-Segafredo TFS |
| ------------------ | ---------------------- | ------------------ |
| Num                | Coureur                | Pos                |
| 41                 | Fumiyuki Beppu (JPN)   | AB                 |
| 42                 | Ryan Mullen (IRL)      | 56e                |
| 43                 | Alex Frame (NZL)       | 22e                |
| 45                 | Alex Kirsch (LUX)      | 100e               |
| 46                 | Matteo Moschetti (ITA) | AB                 |

| Lotto-Soudal LTS | Lotto-Soudal LTS        | Lotto-Soudal LTS |
| ---------------- | ----------------------- | ---------------- |
| Num              | Coureur                 | Pos              |
| 51               | Adam Blythe (GBR)       | 117e             |
| 52               | Stan Dewulf (BEL)       | 60e              |
| 53               | Frederik Frison (BEL)   | 102e             |
| 54               | Rasmus Byriel (DEN)     | AB               |
| 55               | Lawrence Naesen (BEL)   | 7e               |
| 56               | Brian van Goethem (NED) | 79e              |
| 57               | Enzo Wouters (BEL)      | 13e              |

| UAE Team Emirates UAD | UAE Team Emirates UAD              | UAE Team Emirates UAD |
| --------------------- | ---------------------------------- | --------------------- |
| Num                   | Coureur                            | Pos                   |
| 61                    | Tom Bohli (SUI)                    | AB                    |
| 62                    | Roberto Ferrari (ITA)              | 81e                   |
| 63                    | Vegard Stake Laengen (NOR) (route) | 71e                   |
| 64                    | Simone Consonni (ITA)              | 8e                    |
| 65                    | Ivo Oliveira (POR)                 | 76e                   |
| 66                    | Rui Oliveira (POR)                 | 80e                   |
| 67                    | Aleksandr Riabushenko (BLR)        | 128e                  |

| Katusha-Alpecin TKA | Katusha-Alpecin TKA    | Katusha-Alpecin TKA |
| ------------------- | ---------------------- | ------------------- |
| Num                 | Coureur                | Pos                 |
| 72                  | Nathan Haas (AUS)      | 134e                |
| 73                  | Jens Debusschere (BEL) | 37e                 |
| 74                  | Pavel Kochetkov (RUS)  | 69e                 |
| 75                  | Willie Smit (RSA)      | 119e                |
| 76                  | Harry Tanfield (GBR)   | 59e                 |

| Cofidis, Solutions Crédits COF | Cofidis, Solutions Crédits COF | Cofidis, Solutions Crédits COF |
| ------------------------------ | ------------------------------ | ------------------------------ |
| Num                            | Coureur                        | Pos                            |
| 81                             | Loïc Chetout (FRA)             | 136e                           |
| 82                             | Filippo Fortin (ITA)           | 49e                            |
| 83                             | Hugo Hofstetter (FRA)          | 135e                           |
| 84                             | Marco Mathis (GER)             | AB                             |
| 85                             | Emmanuel Morin (FRA)           | 33e                            |
| 86                             | Geoffrey Soupe (FRA)           | 77e                            |
| 87                             | Damien Touzé (FRA)             | AB                             |

| Wanty-Gobert WGG | Wanty-Gobert WGG           | Wanty-Gobert WGG |
| ---------------- | -------------------------- | ---------------- |
| Num              | Coureur                    | Pos              |
| 91               | Timothy Dupont (BEL)       | 5e               |
| 92               | Alfdan De Decker (BEL)     | 18e              |
| 93               | Ludwig De Winter (BEL)     | 87e              |
| 94               | Jérôme Baugnies (BEL)      | 92e              |
| 95               | Xandro Meurisse (BEL)      | 68e              |
| 96               | Pieter Vanspeybrouck (BEL) | 51e              |
| 97               | Boris Vallée (BEL)         | 24e              |

| Androni Giocattoli-Sidermec ANS | Androni Giocattoli-Sidermec ANS | Androni Giocattoli-Sidermec ANS |
| ------------------------------- | ------------------------------- | ------------------------------- |
| Num                             | Coureur                         | Pos                             |
| 101                             | Marco Benfatto (ITA)            | 15e                             |
| 102                             | Josip Rumac (CRO)               | 35e                             |
| 103                             | Marco Frapporti (ITA)           | 120e                            |
| 104                             | Matteo Pelucchi (ITA)           | AB                              |
| 105                             | Matteo Spreafico (ITA)          | 54e                             |
| 106                             | Andrea Vendrame (ITA)           | 112e                            |
| 107                             | Mattia Viel (ITA)               | AB                              |

| Roompot-Charles ROC | Roompot-Charles ROC        | Roompot-Charles ROC |
| ------------------- | -------------------------- | ------------------- |
| Num                 | Coureur                    | Pos                 |
| 111                 | Senne Leysen (BEL)         | 57e                 |
| 112                 | Stijn Steels (BEL)         | 75e                 |
| 113                 | Jesper Asselman (NED)      | 38e                 |
| 114                 | Justin Timmermans (NED)    | 85e                 |
| 115                 | Lars Boom (NED)            | 93e                 |
| 116                 | Jan-Willem van Schip (NED) | 78e                 |
| 117                 | Michael Van Staeyen (BEL)  | 41e                 |

| Direct Énergie TDE | Direct Énergie TDE       | Direct Énergie TDE |
| ------------------ | ------------------------ | ------------------ |
| Num                | Coureur                  | Pos                |
| 121                | Thomas Boudat (FRA)      | 9e                 |
| 122                | Mathieu Burgaudeau (FRA) | 96e                |
| 123                | Axel Journiaux (FRA)     | 114e               |
| 124                | Perrig Quéméneur (FRA)   | 106e               |
| 125                | Yohann Gène (FRA)        | 108e               |
| 126                | Angélo Tulik (FRA)       | 45e                |
| 127                | Simon Sellier (FRA)      | 73e                |

| Israel Cycling Academy ICA | Israel Cycling Academy ICA | Israel Cycling Academy ICA |
| -------------------------- | -------------------------- | -------------------------- |
| Num                        | Coureur                    | Pos                        |
| 131                        | Mihkel Räim (EST)          | 105e                       |
| 132                        | Sondre Holst Enger (NOR)   | 44e                        |
| 133                        | Zakkari Dempster (AUS)     | 118e                       |
| 134                        | Rudy Barbier (FRA)         | 10e                        |
| 135                        | Roy Goldstein (ISR)        | 62e                        |
| 136                        | Riccardo Minali (ITA)      | 50e                        |
| 137                        | Guillaume Boivin (CAN)     | 23e                        |

| Sport Vlaanderen-Baloise SVB | Sport Vlaanderen-Baloise SVB | Sport Vlaanderen-Baloise SVB |
| ---------------------------- | ---------------------------- | ---------------------------- |
| Num                          | Coureur                      | Pos                          |
| 141                          | Milan Menten (BEL)           | 124e                         |
| 142                          | Christophe Noppe (BEL)       | 125e                         |
| 143                          | Emiel Planckaert (BEL)       | 103e                         |
| 144                          | Preben Van Hecke (BEL)       | 104e                         |
| 145                          | Kenneth Van Rooy (BEL)       | 123e                         |
| 146                          | Sasha Weemaes (BEL)          | 6e                           |
| 147                          | Thimo Willems (BEL)          | 47e                          |

| Vital Concept-B&B Hotels VCB | Vital Concept-B&B Hotels VCB | Vital Concept-B&B Hotels VCB |
| ---------------------------- | ---------------------------- | ---------------------------- |
| Num                          | Coureur                      | Pos                          |
| 151                          | Kris Boeckmans (BEL)         | 16e                          |
| 152                          | Maxime Cam (FRA)             | 127e                         |
| 153                          | Lorrenzo Manzin (FRA)        | 39e                          |
| 154                          | Bert De Backer (BEL)         | 91e                          |
| 155                          | Julien Morice (FRA)          | 98e                          |
| 156                          | Justin Mottier (FRA)         | 133e                         |
| 157                          | Jimmy Turgis (FRA)           | 63e                          |

| Delko Marseille Provence DMP | Delko Marseille Provence DMP   | Delko Marseille Provence DMP |
| ---------------------------- | ------------------------------ | ---------------------------- |
| Num                          | Coureur                        | Pos                          |
| 161                          | Joseph Areruya (RWA)           | 70e                          |
| 162                          | Iuri Filosi (ITA)              | 17e                          |
| 163                          | Brenton Jones (AUS)            | AB                           |
| 164                          | Jérémy Leveau (FRA)            | 83e                          |
| 165                          | Przemysław Kasperkiewicz (POL) | 21e                          |
| 166                          | Julien Trarieux (FRA)          | 40e                          |
| 167                          | Alexis Guérin (FRA)            | 94e                          |

| Wallonie Bruxelles WVA | Wallonie Bruxelles WVA   | Wallonie Bruxelles WVA |
| ---------------------- | ------------------------ | ---------------------- |
| Num                    | Coureur                  | Pos                    |
| 171                    | Kenny Dehaes (BEL)       | 14e                    |
| 172                    | Kevyn Ista (BEL)         | 30e                    |
| 173                    | Kenny Molly (BEL)        | 86e                    |
| 174                    | Julien Mortier (BEL)     | 58e                    |
| 175                    | Aksel Nõmmela (EST)      | 11e                    |
| 176                    | Mathijs Paasschens (NED) | 97e                    |
| 177                    | Dimitri Peyskens (BEL)   | 99e                    |

| Cibel CIB | Cibel CIB              | Cibel CIB |
| --------- | ---------------------- | --------- |
| Num       | Coureur                | Pos       |
| 181       | Dennis Coenen (BEL)    | 32e       |
| 182       | Glenn Debruyne (BEL)   | 115e      |
| 183       | Michiel Dieleman (BEL) | 137e      |
| 184       | Alexander Maes (BEL)   | 107e      |
| 185       | Gianni Marchand (BEL)  | 66e       |
| 186       | Timothy Stevens (BEL)  | AB        |
| 187       | Lennert Teugels (BEL)  | 84e       |

| Hagens Berman Axeon HBA | Hagens Berman Axeon HBA | Hagens Berman Axeon HBA |
| ----------------------- | ----------------------- | ----------------------- |
| Num                     | Coureur                 | Pos                     |
| 191                     | Mikkel Bjerg (DEN)      | NP                      |
| 192                     | Jonny Brown (USA)       | 132e                    |
| 193                     | Jakob Egholm (DEN)      | 55e                     |
| 194                     | Ian Garrison (USA)      | 126e                    |
| 195                     | André Carvalho (POR)    | 82e                     |
| 196                     | Michael Rice (AUS)      | 25e                     |
| 197                     | Maikel Zijlaard (NED)   | 122e                    |

| Burgos-BH BBH | Burgos-BH BBH         | Burgos-BH BBH |
| ------------- | --------------------- | ------------- |
| Num           | Coureur               | Pos           |
| 201           | Jetse Bol (NED)       | 72e           |
| 202           | Manuel Peñalver (ESP) | 19e           |
| 203           | Álvaro Robredo (ESP)  | 74e           |
| 204           | Jesús Ezquerra (ESP)  | AB            |
| 205           | Nuno Bico (POR)       | 129e          |
| 206           | Matthew Gibson (GBR)  | 131e          |
| 207           | Daniel López (ESP)    | 36e           |

| Corendon-Circus COC | Corendon-Circus COC     | Corendon-Circus COC |
| ------------------- | ----------------------- | ------------------- |
| Num                 | Coureur                 | Pos                 |
| 211                 | Gianni Vermeersch (BEL) | 28e                 |
| 212                 | Marcel Meisen (GER)     | 67e                 |
| 213                 | Joeri Stallaert (BEL)   | NP                  |
| 214                 | Roy Jans (BEL)          | 65e                 |
| 215                 | Maarten van Trijp (NED) | 34e                 |
| 217                 | Philipp Walsleben (GER) | 89e                 |

| Riwal Readynez RIW | Riwal Readynez RIW         | Riwal Readynez RIW |
| ------------------ | -------------------------- | ------------------ |
| Num                | Coureur                    | Pos                |
| 221                | Jonas Aaen Jørgensen (DEN) | AB                 |
| 222                | Nicolai Brøchner (DEN)     | 31e                |
| 223                | Kim Magnusson (SWE)        | 64e                |
| 224                | Andreas Stokbro (DEN)      | 116e               |
| 225                | Tobias Kongstad (DEN)      | AB                 |
| 226                | Mathias Norsgaard (DEN)    | 101e               |
| 227                | Rasmus Bøgh Wallin (DEN)   | AB                 |